# كاليب إليس
كاليب إليس (بالإنجليزية: Caleb Ellis) هو قاضي ومحامي وسياسي أمريكي، ولد في 16 أبريل 1767 في Walpole, Massachusetts ‏ في الولايات المتحدة، وتوفي في 6 مايو 1816 في كليرمونت في الولايات المتحدة. نشط حزبياً في الحزب الفيدرالي الأمريكي. وقد انتخب عضو مجلس النواب الأمريكي.